# Jean-Claude Genty
Jean-Claude Genty (Lancé, 17 de desembre de 1945) va ser un ciclista francès, que fou professional entre 1968 i 1971. Dels seus èxits esportiu destaquen les victòries d'etapa a la Volta a Catalunya i al Critèrium del Dauphiné Libéré.

## Palmarès
- 1967
  - 1r al Tour de Loir-et-Cher
- 1969
  - 1r al Omloop van het Waasland
- 1970
  - Vencedor d'una etapa al Critèrium del Dauphiné Libéré i 1r a la Classificació de la Muntanya
- 1971
  - Vencedor d'una etapa de la Volta a Catalunya
- 1973
  - Vencedor d'una etapa al Critèrium del Dauphiné Libéré

### Resultats al Tour de França
- 1971. 39è de la classificació general
- 1972. 64è de la classificació general
- 1972. 27è de la classificació general

### Resultats a la Volta a Espanya
- 1970. 46è de la classificació general